# Lijst van Andorrese secundaire wegen
De secundaire wegen van Andorra bestaan uit aftakkingen van de hoofdwegen. De wegen hebben het prefix 'CS' (Carretera Secundaria) gevolgd door drie cijfers.
De wegen zijn genummerd naar de wegen waarvan ze aftakken. De wegen die direct van een hoofdweg aftakken eindigen op een nul en wegen die daar weer vanaf takken eindigen op een ander cijfer. Zo is de CS-140 een aftakking van de CG-1 en de CS-142 weer een aftakking van de CS-140.
In 2007 en 2008 zijn de CS-410 en CS-110 hoofdwegen geworden en genummerd als CG-5 en CG-6. Daardoor klopt het systeem niet helemaal meer.

## Zijtakken van deCG-1
| Nummer | Route                                                                            | Lengte |
| ------ | -------------------------------------------------------------------------------- | ------ |
| CS-100 | Santa Coloma (CG-1) - Andorra la Vella-Zuid - Estany d'Engolasters (CS-200)      | 4,5 km |
| CS-101 | CS-100 - Bergen bij Andorra la Vella - Estany d'Engolasters (CS-200)             | 7 km   |
| CS-110 | omgenummerd naar CG-6                                                            | 6 km   |
| CS-111 | Bixessarri (CG-6) - Fontaneda (CS-140)                                           | 14 km  |
| CS-120 | Sant Julià de Lòria (CG-1) - Nagol - Llumeneres - Certers                        | 5 km   |
| CS-130 | Sant Julià de Lòria (CG-1) - Aubinyà - Juberri - Els Plans - CS-131 - La Rabassa | 17 km  |
| CS-131 | Sant Julià de Lòria (CS-130) - Aixirivall - CS-130                               | 13 km  |
| CS-140 | Sant Julià de Lòria (CG-1) - CS-141 - Fontaneda (CS-111)                         | 6 km   |
| CS-141 | CS-140 - La Moixella                                                             | 1,5 km |
| CS-142 | CS-111 - Mas d'Alins                                                             | 2,5 km |

## Zijtakken van deCG-2
| Nummer | Route                                                                                                   | Lengte |
| ------ | --- | ------ |
| CS-200 | Escaldes-Engordany (CG-2) - CS-100 - CS-101 - Sant Miquel d'Engolasters - Estany d'Engolasters (CS-221) | 6,5 km |
| CS-210 | Encamp (CG-2) - Vila - Collada de Beixalís (CS-310)                                                     | 7 km   |
| CS-220 | Encamp (CG-2) - CS-221 - Els Cortals                                                                    | 6,5 km |
| CS-221 | CS-220 - Estany d'Engolasters (CS-200)                                                                  | 3 km   |
| CS-230 | CG-2 - Meritxell                                                                                        | 1 km   |
| CS-240 | Canillo (CG-2) - Coll d'Ordino                                                                          | 9 km   |
| CS-250 | Canillo (CG-2) - CS-251 - Prats                                                                         | 1 km   |
| CS-251 | CS-250 - El Forn                                                                                        | 2,5 km |
| CS-260 | El Tarter (CG-2) - Ransol (CS-261) - CS-262 - Coma de Ransol                                            | 4 km   |
| CS-261 | Ransol (CS-261) - Els Plans                                                                             | 1 km   |
| CS-262 | CS-260 - boven El Tarter                                                                                | 2 km   |
| CS-270 | Incles (CG-2) - La Baladosa - Vall d'Incles                                                             | 4 km   |
| CS-280 | CG-2 - Grau Roig                                                                                        | 1,5 km |

## Zijtakken van deCG-3
| Nummer | Route                                                 | Lengte |
| ------ | ----------------------------------------------------- | ------ |
| CS-310 | Sispony (CG-3) - Anyós - Collada de Beixalís (CS-210) | 9 km   |
| CS-320 | Sispony (CG-3) - Cortals de Sispony                   | 6 km   |
| CS-340 | Ordino (CG-3) - Coll d'Ordino - (CS-240)              | 9,5 km |
| CS-350 | CG-3 - Sornàs                                         | ntb.   |
| CS-370 | El Serrat (CG-3) - Vall de Sorteny                    | 3 km   |

## Zijtakken van deCG-4
| Nummer | Route                                | Lengte |
| ------ | ------------------------------------ | ------ |
| CS-410 | omgenummerd naar CG-5                | 2,5 km |
| CS-413 | Arinsal (CG-5) - Coma Pedrosa        | 4,5 km |
| CS-420 | CG-4 - Wintersportgebied Pal         | 2 km   |
| CS-430 | La Massana (CG-4) - Collet des Colls | 1,5 km |